# Brachymeria cabira
Brachymeria cabira är en stekelart som först beskrevs av Walker 1838.  Brachymeria cabira ingår i släktet Brachymeria och familjen bredlårsteklar. Inga underarter finns listade.